# ترسم (بني ضبيان)

تعديل مصدري - تعديل

ترسم هي إحدى قرى عزلة بني ضبيان بمديرية بني ضبيان التابعة لمحافظة صنعاء، بلغ تعداد سكانها 423 نسمة حسب تعداد اليمن لعام 2004.